# Nadvučnik
Nadvučnik – wieś w Chorwacji, w żupanii primorsko-gorskiej, w mieście Vrbovsko. W 2011 roku liczyła 29 mieszkańców.